# Grace Peng Yun
Grace Peng Yun (chinesisch 彭云, * 15. Juli 1974) ist eine US-amerikanische Badmintonspielerin chinesischer Herkunft. 

## Karriere
Peng Yun gewann 1993, noch für China startend, Bronze bei den China Open im Mixed mit Liang Qing. In China wurde sie insgesamt dreimal nationaler Meister, wobei sie zwei Titel im Doppel und einen im Mixed gewann. In ihrer neuen Heimat, den USA, siegte sie erstmals 2004 bei den US-Einzelmeisterschaften. Bei den US Open des gleichen Jahres wurde sie Dritte im Mixed und Fünfte im Doppel. 2006 und 2007 war sie dort erneut im Damendoppel erfolgreich. 2008 gewann sie die Mixedkonkurrenz bei den US Open.

## Sportliche Erfolge
| Saison | Veranstaltung                         | Disziplin   | Platz | Name                            |
| ------ | ------------------------------------- | ----------- | ----- | ------------------------------- |
| 1993   | China: Internationale Meisterschaften | Mixed       | 3     | Liang Qing / Peng Yun           |
| 1994   | French Open                           | Mixed       | 1     | Liang Qing / Peng Yun           |
| 2004   | USA: Einzelmeisterschaften            | Damendoppel | 1     | Grace Peng Yun / Lili Zhou      |
| 2005   | US Open                               | Damendoppel | 1     | Grace Peng Yun / Lee Joo Hyun   |
| 2006   | USA: Einzelmeisterschaften            | Damendoppel | 1     | Lee Joo Hyun / Grace Peng Yun   |
| 2007   | USA: Einzelmeisterschaften            | Damendoppel | 1     | Grace Peng Yun / Lee Joo Hyun   |
| 2008   | US Open                               | Mixed       | 1     | Halim Haryanto / Grace Peng Yun |